# Erik Fleming (1616–1679)
Erik Henriksson Fleming af Lais, född 1616 på Edeby gård i Salems socken, död den 19 april 1679 i Botkyrka socken, var en svensk friherre och riksråd.

## Biografi
Erik Fleming var son till viceamiralen Henrik Fleming. Han var i grunden bergsman och utnämndes 1637 till assessor i Generalbergsamtet. Under en studieresa 1639–1643 besökte han bland annat bergverk i Tyskland, England och Frankrike. 1643 blev han kommissarie i bergskollegium, 1651 landshövding i Stora Kopparbergs län och 1652 president i Bergskollegium samt kammarråd.
År 1654 blev han friherre introducerad som nummer 39 under namnet Fleming af Lais och lantmarskalk, och 1655 riksråd och kommissarie i Reduktionskollegium. Han var under denna period en av de drivande krafter bakom reduktionsarbetet som innebar att stora delar av adelns tillgångar skulle dras in till kronan. Han lät uppföra Flemingska palatset vid Slottsbacken 8 i Gamla stan i Stockholm. Han satt under perioden som riksråd 1660–1672 i förmyndarregeringen för kung Karl XI. Ätten slöts på svärdssidan av Fredrik Magnus Fleming af Lais (1719–1786).

### Familj
Fleming gifte sig första gången 16 juli 1643 på Lindö i Kärrbo socken med Maria Eleonora Soop (1621–1651), dotter till kammarhrren Bengt Soop och Brita Sparre af Rossvik. De fick tillsammans barnen kaptenen Henrik Fleming (född 1644), Johan Fleming (1646–1652), Brita Fleming (1647–1648), Ebba Fleming (1649–1705) som var gift med vice presidenten Filip Bonde och Erik Fleming (1650–1655).
Han gifte sig andra gången 24 maj 1653 med Christina Cruus af Edeby (död 1701), dotter till landshövdingen Jesper Cruus af Edeby och Ingeborg Ryning. De fick tillsammans barnen Hedvig Eleonora Fleming (1654–1688) som var gift med översten friherre Åke Rålamb, vice presidenten Axel Fleming (1655–1714), Ingeborg Fleming (1657–1725) som var gift med kornetten friherre Carl Adolf Wrangel af Lindeberg, Per Fleming, Maria Christina Fleming, Helena Fleming (1660–1693) som var gift med ryttmästaren Erik Gustafsson Natt och Dag, Sigrid Märta Fleming (1663–1732), Claes Fleming (1664–1665) och Elsa Ebba Fleming (1667–1734) som var gift med hovmarskalken Peder Bagge af Berga.